# 顧維鈞臨時攝政內閣
顧維鈞臨時攝政內閣是兼代中華民國國務總理的杜錫珪辭職後成立的臨時攝政内閣，成立於民國15年（1926年）10月5日，民國16年（1927年）1月12日改為顧維鈞攝政內閣。因其攝行大總統職權，故為攝政內閣。:296-300本内閣的法源是《中華民國憲法》。

## 簡介
銀行界及軍界對杜錫珪臨時攝政內閣的行徑令兼代國務總理的杜錫珪不滿。:296-3001926年10月1日，兼代國務總理的杜錫珪堅拒繼續任職，乃調顧維鈞任外交總長兼代國務總理，杜錫珪專任海軍總長。:22110月2日，杜錫珪辭職交卸。經杜錫珪一再要求，顧維鈞作爲代理國務總理接管了政府。1926年10月5日，顧維鈞臨時攝政內閣正式組成，閣員大致維持了杜錫珪臨時攝政內閣時的局面。這是個由吳佩孚與張作霖各自的依附者組成的聯合内閣。經顧維鈞挽留而留任海軍總長的杜錫珪在吳佩孚、張作霖之間取中立，但可能稍偏向吳佩孚。奉系張作霖推薦的潘復出任財政總長。顧維鈞還接替蔡廷幹兼任外交總長。和顧維鈞關係親密的同僚有司法總長羅文榦，後來不久出任財政總長的湯爾和，以及大理院院長王寵惠。1926年至1927年，正值北伐戰爭，本内閣在各派軍閥之間採取超脫姿態，不參與各派之間的政治和軍事鬥爭。:296-300
隨著奉系張作霖的軍隊不斷從中國東北開入山海關内，華北逐漸受到奉系的控制。因此改組内閣以反映軍事力量的變化就顯得有必要。1927年1月12日，新的攝政内閣顧維鈞攝政內閣成立。:296-300

## 內閣成員
內閣成員如下（附國務院秘書長）：:29-32:61-64
| 國務總理、各部及秘書長 | 各部總長                                                    | 各部次長                                                  |
| ---------------------- | ----------------------------------------------------------- | --------------------------------------------------------- |
| 代理國務總理           | 顧維鈞（1926年10月1日—1927年1月12日）                       | ——                                                        |
| 外交部                 | 顧維鈞（1926年10月1日—1927年1月12日仍任；兼代國務總理）     | 王蔭泰（上屆留任—1927年1月12日仍任）                      |
| 內務部                 | 湯爾和（1926年10月7日—1927年1月12日免；署）                 | 江天鐸（上屆留任—1927年1月18日辭）                        |
| 財政部                 | 潘復（1926年10月1日—1927年1月12日免，未到任前次長夏仁虎代） | 符定一（上屆留任—1927年1月12日仍任）                      |
| 財政部                 | 潘復（1926年10月1日—1927年1月12日免，未到任前次長夏仁虎代） | 夏仁虎（上屆留任—1927年1月12日仍任；1926年10月7日代總長） |
| 陸軍部                 | 蔣雁行（上屆留任—1927年1月12日免；署）                      | 金紹曾（上屆留任—1927年1月20日辭）                        |
| 陸軍部                 | 蔣雁行（上屆留任—1927年1月12日免；署）                      | 何恩溥（上屆留任—1927年1月12日仍任）                      |
| 海軍部                 | 杜錫珪（上屆留任—1927年1月12日仍任）                        | 謝葆璋（上屆留任—1927年1月12日仍任）                      |
| 司法部                 | 羅文榦（上屆留任—1927年1月12日仍任；署）                    | 孔昭焱（上屆留任—1927年1月12日仍任）                      |
| 教育部                 | 任可澄（上屆留任—1927年1月12日仍任；署）                    | 胡汝麟（上屆留任—1926年12月31日在辭職中由秦汾暫兼代）     |
| 農商部                 | 楊文愷（上屆留任—1927年1月12日仍任）                        | 王湘（上屆留任—1927年1月12日仍任）                        |
| 交通部                 | 張志潭（上屆留任—1927年1月12日免）                          | 勞之常（上屆留任—1927年1月20日陸夢熊暫兼代）              |
| 國務院秘書長           | 孫潤宇（上屆留任—1927年1月15日免）                          | ——                                                        |